# Stade Henri-Jooris
Stade Henri-Jooris – nieistniejący już stadion piłkarski w Lille, we Francji. Został zainaugurowany 19 października 1902 roku i był wówczas znany jako Stade de l'avenue de Dunkerque. W późniejszym czasie obiekt przemianowano na Stade Victor-Boucquey, a od sierpnia 1943 roku nosił nazwę Stade Henri-Jooris. Początkowo stadion był własnością Iris Club lillois i służył do rozgrywania spotkań piłkarskich oraz hokeja na trawie. Później na obiekt wprowadzili się również piłkarze klubu Olympique Lillois, a od 1944 roku swoje mecze rozgrywali na nim piłkarze Lille OSC.
25 stycznia 1914 roku na obiekcie rozegrano spotkanie towarzyskie reprezentacji piłkarskich Francji i Belgii (4:3). Było to pierwsze spotkanie jakie Francja rozegrała w roli gospodarza poza aglomeracją paryską. Obiekt był także jedną z aren piłkarskich Mistrzostw Świata 1938 – rozegrano na nim jeden ćwierćfinał turnieju (12 czerwca 1938 roku: Węgry – Szwajcaria 2:0).
W 1941 roku Olympique Lillois wchłonął Iris Club lillois. W roku 1944 Olympique Lillois połączył się z SC Fives, tworząc nowy klub, Stade lillois (później przemianowany na Lille OSC). Do 1949 roku nowy klub część ze swoich spotkań rozgrywał na dawnym obiekcie SC Fives, Stade Jules-Lemaire, później występował już tylko na Stade Henri-Jooris.
17 lutego 1946 roku, podczas derbów Lille–Lens zawalił się dach jednej z trybun, na którym zasiadali kibice. W wyniku incydentu ranne zostały 53 osoby. Stadion poddano renowacji i ponownie otwarto w sierpniu 1947 roku.
W 1975 roku, w związku z pracami mającymi na celu poszerzenie koryta rzeki Deûle (oraz częściowo poprowadzenie jej po nowym szlaku) stadion został zamknięty i rozebrany. Grający na nim wówczas piłkarze Lille OSC przenieśli się na nowo powstały Stade Grimonprez-Jooris.